# ネットゥーノ
ネットゥーノ（伊: Nettuno）は、イタリア共和国ラツィオ州ローマ県にある、人口約48,000人の基礎自治体（コムーネ）。

## 名称
ネプトゥヌス（イタリア語ではネットゥーノ）の神殿があったことからこの名が付いている。

## 地理

### 位置・広がり
ローマ県南部のコムーネ。

#### 隣接コムーネ
隣接するコムーネは以下の通り。括弧内のLTはラティーナ県所属を示す。
- アンツィオ
- アプリーリア (LT)
- ラティーナ (LT)

### 気候分類・地震分類
ネットゥーノにおけるイタリアの気候分類 (it) および度日は、zona C, 1255 GGである。
また、イタリアの地震リスク階級 (it) では、zona 3A (sismicità bassa) に分類される。

## 行政

### 分離集落
ネットゥーノには、以下の分離集落（フラツィオーネ）がある。
- Borgo, Canala, Cioccati,Piscina Cardillo, Tre Cancelli

## スポーツ
- 野球が盛んな地域で、イタリアンベースボールリーグ（イタリアのプロ野球リーグ）の球団の一つで1945年に創設された名門 "ネットゥーノ・ベースボールクラブ（Nettuno Baseball Club）" は、過去に計17回国内リーグのタイトルを獲得した強豪である。オリンピックの野球競技に3度イタリア代表として出場したルジェーロ・バジャレマーニによれば、第二次世界大戦後にネットゥーノにアメリカ軍の基地が作られ、そこに駐留していたアメリカ人のプレーしていた野球に興味を持ったイタリア人がアメリカ人から野球を学んだことが、ネットゥーノで野球が盛んになった起源とのことである[6]。

## 交通

### 鉄道
かつてはローマ＝アルバーノ線を介して鉄道が通じていた。

## 人物

### 著名な出身者
- ブルーノ・コンティ - サッカー選手。
- パオリノ・アンブロッシモ - プロ野球選手。イタリアンベースボールリーグのフォルティチュード・ボローニャに所属している。